# Bundesstraße 252
Die Bundesstraße 252 (Abkürzung: B 252) hat eine Länge von etwa 160 km und führt von Blomberg über Diemelstadt, Korbach, Frankenberg (Eder) und Wetter nach Lahntal-Göttingen bei Marburg und mündet dort in die B 62. Zwischen Blomberg und Warburg ist die B 252 Teil der Ostwestfalenstraße.
Die B 252 bietet eine zwar kurvenreiche, doch direkte Verbindung zwischen dem ostwestfälisch-lippischen Raum und Mittelhessen, die wesentlich kürzer ist als die Autobahnverbindung über Kassel, die über die A 44, A 7 und die A 5 nach Frankfurt führt. Zum Schutz der Anlieger vor Schwerlastverkehr wurde zunächst bis 2006 ein Nachtfahrverbot für Transit-LKW über 12 Tonnen eingerichtet, welches von 22-6 Uhr galt. Ab 2006 galt für den Abschnitt Lahntal–Diemelstadt ein generelles Verbot (d. h. auch tagsüber) für Durchgangsverkehr ab 12 Tonnen, da die LKW-Maut oft über diese Strecke umfahren wurde. Hinweisschilder über das Verbot befinden sich bereits kurz vor der Ausfahrt Diemelstadt im Norden, vor dem Gambacher Kreuz bei Gießen, bei Marburg sowie bei jeder Einmündung auf die B 252 zwischen Diemelstadt und Lahntal-Göttingen. Seit dem 15. März 2010 gilt auf dem Abschnitt Lahntal–Diemelstadt ein Nachtfahrverbot für Lkw ab 3,5 Tonnen.

## Umgehungsstraßen

### Umgehungsstraßen in NRW
Umgehungsstraßen der B 252 in NRW existieren in:
- Blomberg
- Schieder-Schwalenberg–Wöbbel
- Steinheim
- Nieheim
- Nieheim–Holzhausen
- Brakel
- Willebadessen–Niesen
- Willebadessen–Peckelsheim
- Warburg–Hohenwepel
- Warburg

Die Brakeler Ortsteile Rheder und Siddessen besitzen keine Umgehungsstraße. Sie waren im weiteren Bedarf des Bundesverkehrswegeplans 2003 mit hohen ökologischen Risiko enthalten. Nordrhein-Westfalen meldete sie nicht zur Aufnahme in den Bundesverkehrswegeplan 2030 an, da neben den hohen Risiken ein geringes Kosten-Nutzen-Verhältnis erwartet wurde.
1959 begann man mit dem Bau der Umgehungsstraße von Willebadessen-Niesen. Da der gesamte Verkehr auf der engen und kurvenreichen Straße durch den Ort rollte, wurde eine Umgehungsstraße östlich der Gemeinde vom Landesstraßenbauamt geplant. Kernstück war die Talbrücke über das Nethetal. Diese Brücke ist 180 m lang und hat eine Höhe von 18–22 m. Die damaligen Kosten betrugen 2 Millionen DM. Am 1. Juni 1962 wurde sie für den Verkehr freigegeben.

### Umgehungsstraßen in Hessen
Umgehungsstraßen der B 252 in Hessen existieren in:
- Diemelstadt
- Bad Arolsen–Schmillinghausen
- Bad Arolsen
- Bad Arolsen–Mengeringhausen
- Korbach
- Frankenberg (Eder)
- Münchhausen
- Simtshausen
- Todenhausen
- Wetter
- Niederwetter

Die Orte Twiste, Berndorf, Herzhausen (Vöhl), Kirchlotheim, Bottendorf, Ernsthausen und Lahntal-Göttingen (Fertigstellung Sommer 2025) besitzen (noch) keine Umgehungsstraße. Die Pläne wurden Anfang des Jahres 2011 offengelegt.
Manche Orte bieten keine Möglichkeit für eine Umgehungsstraße auf Grund von Bergen oder Flüssen.
Die Ortsumfahrung Berndorf ist in der Änderung von 2016 des Fernstraßenausbaugesetzes als weiterer Bedarf mit Planungsrecht enthalten, der Ortsumgehung Twiste wurde der Status vordringlicher Bedarf zugebilligt. Der Bau der Ortsumgehung um Dorfitter in der Großgemeinde Vöhl begann im August 2017. Die Umgehung wurde im Oktober 2023 in Betrieb genommen.
Im Abschnitt Frankenberg–Marburg standen aufgrund der Belästigungen durch Schwerlastverkehr zahlreiche Protestschilder der Einwohner in den jeweiligen Orten, die den Bau einer Umgehung forderten. Dies war unter anderem in folgenden Orten der Fall:
- Lahntal-Göttingen
- Todenhausen
- Simtshausen
- Münchhausen

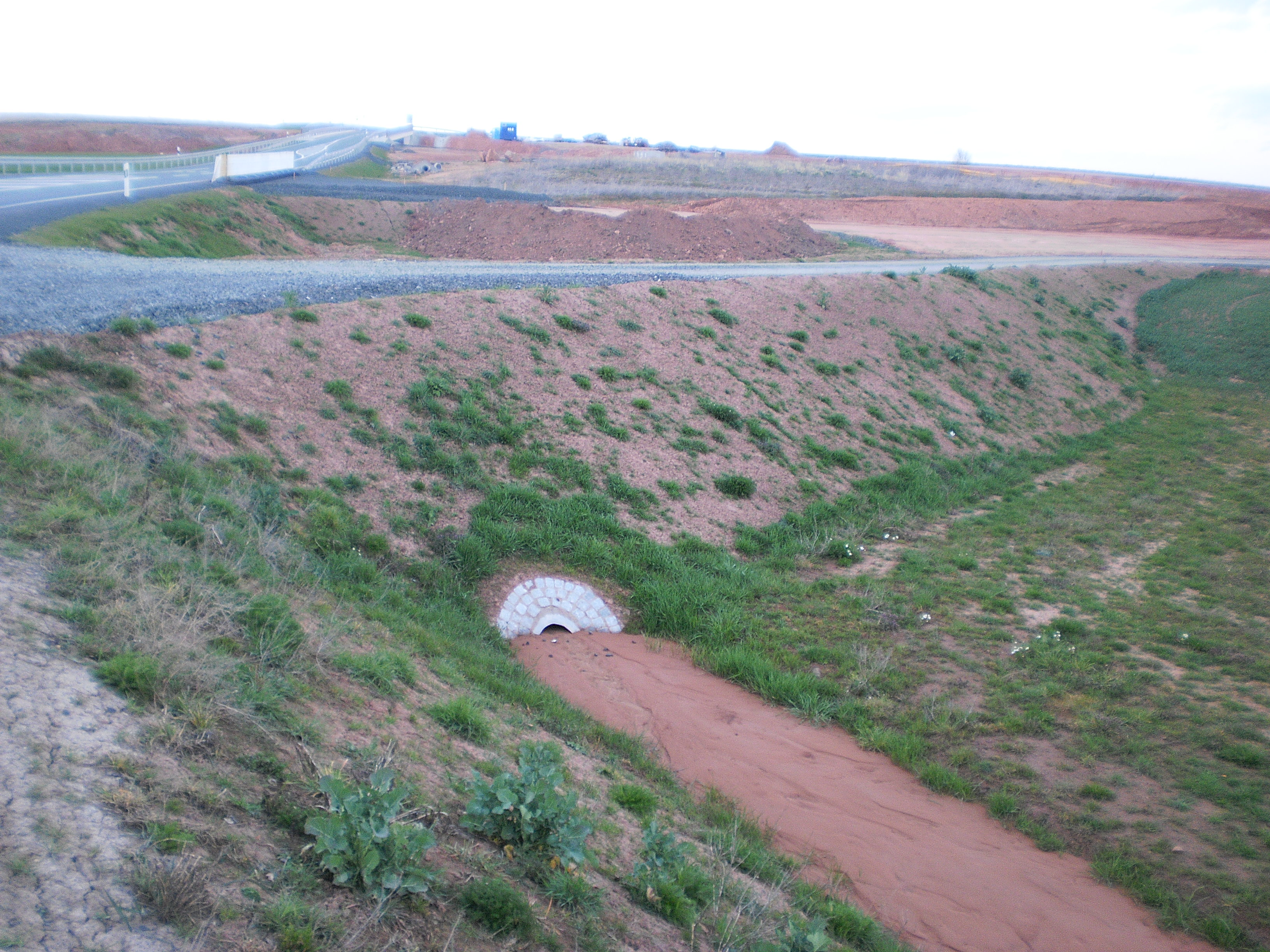
Erdarbeiten 2017 im Landkreis Marburg-Biedenkopf

Anfang 2013 stellte das Bundesverkehrsministerium nach jahrzehntelanger Planung erste Mittel für den Bau einer Ortsumgehung für die Orte von Münchhausen bis Göttingen zur Verfügung. Langfristig sollen sämtliche Ortsdurchfahrten zwischen Marburg und Frankenberg umgangen werden und somit zum einen die Bevölkerung entlastet, aber auch eine bessere Anbindung an Mittel- und Südhessen gewährleistet werden. Das Projekt wird von Hessen Mobil durchgeführt, ist seit dem 9. Juli 2013 in Bau und soll Ende 2024 fertiggestellt werden. Der erste Bauabschnitt zwischen Wetter und Lahntal ist am 21. Dezember 2019 für den Verkehr freigegeben worden der zweite Bauabschnitt wurde am 6. Oktober 2016 begonnen und wurde in seinem nördlichen Teil zwischen Münchhausen und Göttingen am 20. Oktober 2023 fertiggestellt und soll im Süden östlich von Göttingen Ende 2024 fertiggestellt sein. Die B 252 wird dann nicht mehr in Göttingen auf die B 62 treffen, sondern nördlich von Goßfelden.
Im Mai 2018 gab Hessen Mobil bekannt, dass sich der vormals für 2021 geplante Abschluss des Projektes um zwei Jahre auf Ende 2023 verschiebt. Als Gründe wurden unter anderem umfangreiche Überarbeitungen der Entwässerungsplanung sowie Verzögerungen aufgrund von Erosionserscheinungen genannt. Die weitere Verschiebung auf 2024 wurde 2019 mit der komplexen Detailplanung im südlichen Abschnitt gegründet.
Nach dem aktuellen Zeitplan mit Stand März 2025 soll der Durchgangsverkehr zwischen Goßfelden und Göttingen voraussichtlich im Sommer 2025 diesen Abschnitt der Ortsumgehung befahren können.
Die nördliche Weiterführung der neuen Trasse in der Gemeinde Burgwald soll Ernsthausen umgehen und ist im 2016 geänderten Fernstraßenausbaugesetz als vordringlicher Bedarf eingestuft, die Ortsumgehung Bottendorf im weiteren Bedarf mit Planungsrecht.

## Geänderter Verlauf/Ersetzungen
Der Verlauf der B 252 wurde nach der Fertigstellung der Ortsumgehung Willebadessen-Peckelsheim geändert: die B 252 folgt jetzt weiter dem Verlauf der Ostwestfalenstraße bis zur Anschlussstelle Warburg der A 44, zwischen Warburg und Diemelstadt wird die B 252 durch die A 44 Kassel-Dortmund ersetzt; von Diemelstadt-Rhoden an hat sie wieder den normalen Verlauf.
Die alte Streckenführung von Peckelsheim über Löwen, Ikenhausen (alle drei Willebadessener Ortsteile) und Warburg-Bonenburg wurde zur L 837 zurückgestuft.

## Aktueller Ausbauzustand

Streckenverlauf (orange) der nicht-realisierten Nord-A 5 parallel zur Streckenführung der B 252 im Teilbereich in Ostwestfalen-Lippe

Die Strecke ist von Blomberg bis zur Anschlussstelle Warburg der A 44 durchgängig mindestens mit einem breiten Randstreifen ausgebaut. Im Bereich der Umgehung von Nieheim-Holzhausen ist die Straße seit Dezember 2009 auf 3 Spuren ausgebaut. Auch von der Kreuzung mit der B 7 bei Warburg bis zur Autobahn ist die Strecke seit November 2008 ebenfalls auf 3 Spuren ausgebaut. Die B 252 soll langfristig von Steinheim bis zur Autobahn durchgängig auf 3 Spuren umgebaut werden.

## Nicht-realisierte Planungen
Als Ergänzung und mit beinahe parallel laufender Streckenführung zur B 252 war, bis zur Aufgabe der Planungen Mitte der 1980er-Jahre, die nördliche Verlängerung der Bundesautobahn 5 (Bezeichnung vor 1974 A 100) vorgesehen, welche von der Nordseeküste bei Nordenham kommend über Bremen, Syke, Sulingen, Ostwestfalen-Lippe, Warburg, Korbach und Marburg bis in etwa zum heutigen Reiskirchener Dreieck geplant war, wo sich diese weiter auf der bestehenden Trasse der A 5 nach Frankfurt und Basel fortsetzen würde.
Als 1985 die Planungen für die nördliche A 5 (Bezeichnung vor 1974 A 100) aufgegeben wurden, bezog man die durchgehende Strecke vom Reiskirchener Dreieck bis zum Hattenbacher Dreieck schließlich in die Nummerierung der A 5 mit ein. Das einzige Relikt der geplanten A 5 nördlich von Gießen ist die B 611 zwischen den Bundesautobahnen A 30 und A 2. Die B 611 ist auf einem kurzen Stück autobahnähnlich ausgebaut. Die B 252 wurde seitdem sukzessive mit den o. g. Varianten der Umgehungsstraßen ausgebaut.

## Geschwindigkeitsmessungen
Laut einem Spiegel-Artikel befinden sich bei Wetter (Hessen) 14 Überwachungsapparate auf einer Strecke von 23 km. Ein 30-maliger Wechsel der zulässigen Höchstgeschwindigkeit einschließlich wechselnder Gültigkeitszeiten führt leicht zu Geschwindigkeitsverstößen durch Irrtum. Die Geldbußen belaufen sich auf jährlich etwa 1,2 Mio. Euro. Durch die Eröffnung der Neubaustrecke zwischen Münchhausen und Göttingen werden diese jedoch mittlerweile nicht mehr vom Durchgangsverkehr durchfahren.